# Société Algérienne de navigation Charles Schiaffino & Cie.
Die Société Algérienne de Navigation Charles Schiaffino & Cie. (phasenweise auch: Société Algérienne de Navigation pour l'Afrique du Nord Charles Schiaffino & Cie. oder schlicht Charles Schiaffino & Cie. etc.) war zu ihrer Zeit das wichtigste Schifffahrtsunternehmen Algeriens. Sie wurde von Charles Schiaffino († 1920) gegründet und hatte ihre Büros zeitweise in der rue St-Lazaire 86 in Paris und am Quai Nord in Algier.

## Geschichte
Die Reederei wurde unter dem Namen Société Schiaffino Frères im Jahr 1874 gegründet. 1892 tat sie sich mit einem anderen Unternehmen zusammen und nannte sich nun Compagnie Franseski, Schiaffino et Cie. Nachdem 1894 der Reeder Achaque hinzugekommen war, dessen Tochter Rose Charles Schiaffino heiratete, wurde der Name wieder geändert und die Reederei hieß bis 1897 Fanseski, Schiaffino, Achaque & Cie. Danach trug sie bis 1908 den Namen Société de Navigation Cotière Algérienne Schiaffino & Nyer-Sitges, um sich dann in Charles Schiaffino, A. Jouvet & Cie. umzubenennen. Ab 1919 hieß sie Laurent Schiaffino & Cie. Auf einem Plakat aus dem Jahr 1950 wird sie wieder als Sociéte Algérienne de Navigation Charles Schiaffino & Cie. bezeichnet; ebenso auf einer Aktie von 1969.
Die Schiffe der Reederei, großenteils nach Familienangehörigen Charles Schiaffinos benannt und in den Farben Schwarz, Rot und Weiß gestrichen sowie mit einem weißen S auf dem Schornstein gekennzeichnet, transportierten anfangs vor allem Wein von Algerien nach Rouen. Zu diesem Zweck waren sie mit Tanks unter Deck ausgerüstet, geladen wurden außerdem Obst, Gemüse und Zitrusfrüchte. Als Passagierschiffe wurden die Fahrzeuge nebenbei ebenfalls genutzt; sie dienten vor allem reichen Touristen und Kolonialbeamten als Verkehrsmittel. Neben der Verbindung Rouen-Algerien wurde bald auch die Strecke Frankreich-Marokko befahren. Der Rückgang der Kolonialwirtschaft bescherte auch der Reederei Schiaffinos einen Auftragsrückgang.
19 der damals 20 Schiffe der Reederei fielen dem Zweiten Weltkrieg zum Opfer.
In den 1970er Jahren wurden Schiaffino-Schiffe unter anderem genutzt, um Ausrüstungsteile für die Atomtests auf dem Mururoa-Atoll zu transportieren; auf der Rückfahrt hatten sie dann jeweils Kopra geladen.

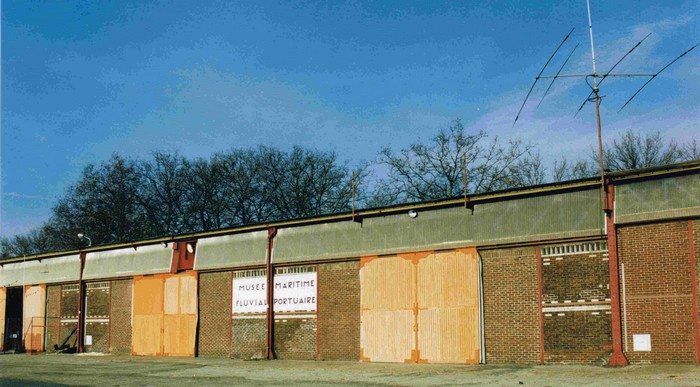
Hangar 13 in Rouen

Bis 1977 nutzte die Reederei noch den Hangar M bzw., nach der Umbenennung 1966, Hangar 13 im Hafen von Rouen. Der Verkehr mit den ehemaligen Kolonien, der z. T. von dort aus abgewickelt wurde, ging jedoch immer weiter zurück, und die Fahrten nach Marokko wurden schließlich ganz eingestellt. Mittlerweile befindet sich an diesem ehemaligen Standort der Reederei das Musée maritime, fluvial et portuaire de Rouen.
Im Jahr 1978 starb Laurent Schiaffino, der Sohn Charles Schiaffinos. Seinen Sohn Louis-Charles hatte er bereits 1949 verloren. Sein Nachfolger Henri de Clermont-Tonnerre verkaufte 1979 das letzte Schiff auf der Algerienlinie, die Laurent Schiaffino. Der Verkehr über den Ärmelkanal, den man in den 1970er Jahren aufgenommen hatte, wurde noch bis 1990 weitergeführt. Dann wich man der Sally Line, die den Hafen von Ramsgate und damit den Zielhafen der Schiaffino-Schiffe in Großbritannien, besaß.

## Schiffe der Flotte (Auswahl)

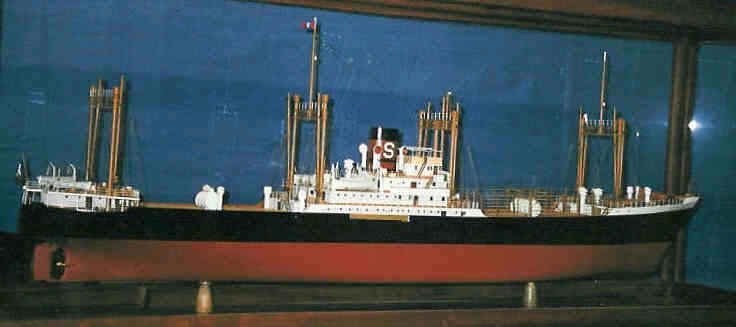
Modell der Marie-Louise Schiaffino

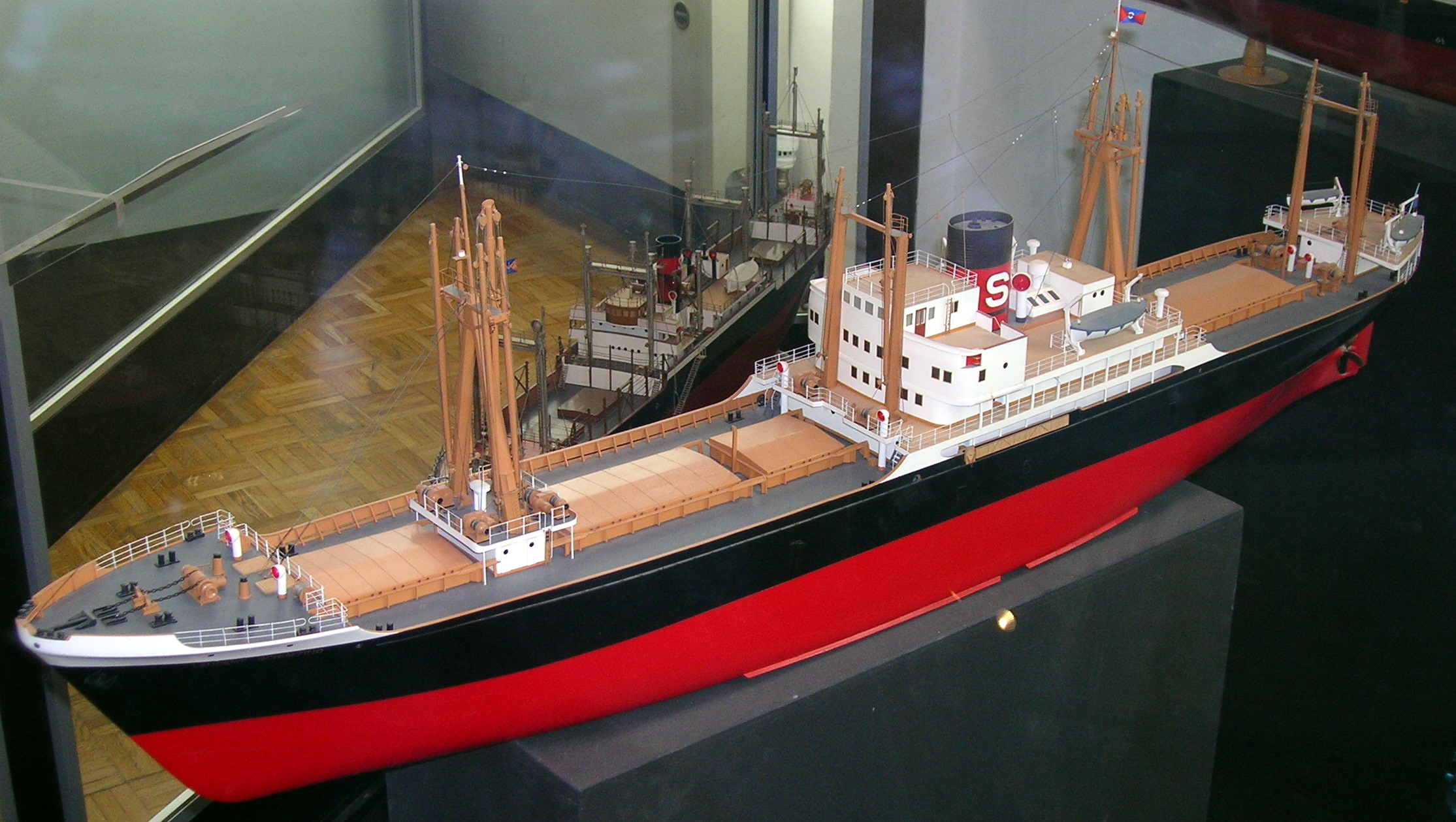
Modell der Rose Schiaffino von 1956

- Ange Schiaffino
- Catherine Schiaffino
- Charles Schiaffino
- Jacques Schiaffino
- Jeanne Schiaffino
- Laurent Schiaffino (Baujahr 1906)
- Laurent Schiaffino (Baujahr 1956)
- Le Schiaffino
- Louis Charles Schiaffino
- Marcel Schiaffino
- Marie-Louise Schiaffino
- Monique Schiaffino[10]
- Nicole Schiaffino
- Prosper Schiaffino
- Rose Schiaffino (Baujahr 1920)
- Rose Schiaffino (Baujahr 1956)
- Schiaffino
- Schiaffino Frères
- Ville de Bougie

Quelle: